# Liste der Monuments historiques in Kirchberg
Die Liste der Monuments historiques in Kirchberg führt die Monuments historiques in der französischen Gemeinde Kirchberg auf.

## Liste der Objekte
| Bezeichnung    | Beschreibung                                  | Standort                        | Kennzeichnung | Schutzstatus | Datum | Bild |
| -------------- | --------------------------------------------- | ------------------------------- | ------------- | ------------ | ----- | ---- |
| Sakramentshaus | Sandstein, zweite Hälfte des 15. Jahrhunderts | in der Kirche St-Vincent (Lage) | PM68000204    | Classé       | 1982  |      |
| Glocke 2       | Bronze, um 1430                               | in der Kirche St-Vincent (Lage) | PM68001590    | Inscrit      | 1996  |      |